# Еловка (Томская область)
Ело́вка — деревня в Кожевниковском районе Томской области Россия. Входит в состав Вороновского сельского поселения.

## География
Деревня находится в южной части Томской области, рядом с административной границей с Новосибирской областью, недалеко от впадение реки Еловочка в крупную протоку Симан, вытекающую и снова впадающую в Обь.

### Часовой пояс
Деревня Еловка, как и вся Томская область, находится в часовой зоне МСК+4. Смещение применяемого времени относительно UTC составляет +7:00.

## Население
| 2002 | 2010 | 2012 | 2013 | 2014 | 2015 | 2021 |
| ---- | ---- | ---- | ---- | ---- | ---- | ---- |
| 375  | ↘249 | ↗267 | ↗272 | ↗280 | ↘275 | ↘224 |

## Экономика
Основу местной экономики составляют сельское хозяйство и розничная торговля.

## Инфраструктура
В деревне функционируют начальная общеобразовательная школа, фельдшерско-акушерский пункт, дом культуры и библиотека.